# 1873 w literaturze
Wydarzenia literackie w 1873 roku.

## Nowe utwory
- polskojęzyczne
  - Eliza Orzeszkowa – Marta[1]
  - Maria Julia Zaleska – Wędrówki po ziemi i niebie[1]
  - Józef Ignacy Kraszewski – Hrabina Cosel
  - Józef Franciszek Bliziński – Marcowy kawaler

- obcojęzyczne
  - Arthur Rimbaud – Sezon w piekle (fr. Une Saison en Enfer)

## Urodzili się
- 1 stycznia – Mariano Azuela, meksykański pisarz i rewolucjonista (zm. 1952)
- 7 stycznia – Charles Péguy, francuski poeta, dramaturg i publicysta (zm. 1914)
- 9 stycznia – Chajim Nachman Bialik, żydowski poeta, prozaik, narodowy wieszcz Izraela (zm. 1934)
- 20 stycznia – Johannes Jensen, duński prozaik i poeta, laureat Nagrody Nobla (zm. 1950)
- 23 stycznia – Karol Irzykowski, polski krytyk literacki i filmowy, poeta, prozaik, dramaturg (zm. 1944)
- 28 stycznia – Sidonie-Gabrielle Colette, francuska pisarka (zm. 1954)
- 4 lutego – Michaił Priszwin, rosyjski pisarz (zm. 1954)
- 16 lutego – Radoje Domanović, serbski pisarz (zm. 1908)
- 10 marca – Jakob Wassermann, niemiecki pisarz żydowskiego pochodzenia (zm. 1934)
- 13 marca – Maryla Wolska, polska poetka (zm. 1930)
- 7 kwietnia – Friedrich von Oppeln-Bronikowski, niemiecki pisarz i tłumacz (zm. 1936)
- 22 kwietnia – Ellen Glasgow, amerykańska powieściopisarka (zm. 1945)
- 25 kwietnia – Walter de la Mare, angielski poeta i prozaik neoromantyczny (zm. 1956)
- 26 kwietnia – Otto zur Linde, niemiecki pisarz i poeta (zm. 1938)
- 2 maja – Jurgis Baltrušaitis, litewski poeta (zm. 1944)
- 3 maja – Nini Roll Anker, norweska pisarka (zm. 1942)
- 17 maja
  - Henri Barbusse, francuski pisarz, dziennikarz i komunista (zm. 1935)
  - Dorothy Richardson, brytyjska pisarka (zm. 1957)
- 28 maja – Olga Forsz, rosyjska pisarka (zm. 1961)
- 31 maja – Tadeusz Rittner, polski dramaturg, prozaik, krytyk teatralny (zm. 1921)
- 19 czerwca – Friedrich Huch, niemiecki powieściopisarz, autor opowiadań i dramaturg (zm. 1913)
- 6 lipca – Paul Keller, niemiecki pisarz (zm. 1932)
- 3 sierpnia – Alexander Posey, amerykański poeta (zm. 1908)
- 14 sierpnia – Mieczysław Srokowski, polski prozaik i poeta (zm. 1910)
- 22 sierpnia – Aleksandr Bogdanow, rosyjski pisarz s-f i lekarz (zm. 1928)
- 28 września – Wacław Berent, polski pisarz i tłumacz okresu modernizmu (zm. 1940)
- 3 października – Iwan Szmielow, rosyjski pisarz (zm. 1950)
- 10 października – George Cabot Lodge, amerykański poeta (zm. 1909)
- 9 listopada – Tadeusz Miciński, polski poeta Młodej Polski (zm. 1918)
- 7 grudnia – Willa Cather, amerykańska pisarka (zm. 1947)
- 13 grudnia – Walerij Briusow, rosyjski pisarz (zm. 1924)
- 17 grudnia – Ford Madox Ford, brytyjski powieściopisarz, poeta i krytyk (zm. 1939)
- 20 grudnia – Mehmet Âkif Ersoy, turecki poeta i polityk (zm. 1936)
- 29 grudnia – Ovidiu Densusianu, rumuński poeta i uczony (zm. 1938)

## Zmarli
- 29 czerwca – Wolfgang Müller von Königswinter, niemiecki powieściopisarz i poeta (ur. 1816)
- 25 sierpnia – Aniela Walewska, polska pisarka (ur. 1826)